# Hatta
Hatta é uma cidade e um município no distrito de Damoh, no estado indiano de Madhya Pradesh.

## Geografia
Hatta está localizada a 21° 44′ N, 80° 15′ L. Tem uma altitude média de 282 metros (925 pés).

## Demografia
Segundo o censo de 2001, Hatta tinha uma população de 28 508 habitantes. Os indivíduos do sexo masculino constituem 53% da população e os do sexo feminino 47%. Hatta tem uma taxa de literacia de 69%, superior à média nacional de 59,5%: a literacia no sexo masculino é de 77% e no sexo feminino é de 61%. Em Hatta, 15% da população está abaixo dos 6 anos de idade.